# نورمان شيلتون
نورمان شيلتون (بالإنجليزية: Norman Shelton)‏ هو سياسي نيوزلندي، ولد في 28 يونيو 1905، وتوفي في 14 يوليو 1980. انتخب عضو مجلس النواب النيوزيلندي.